# Расел (Канзас)
Расел (енгл. Russell) град је у америчкој савезној држави Канзас.

## Демографија
По попису из 2010. године број становника је 4.506, што је 190 (-4,0%) становника мање него 2000. године.
| Група             | 2000.         | 2010.         |
| Белци             | 4.527 (96,4%) | 4.250 (94,3%) |
| Афроамериканци    | 31 (0,7%)     | 46 (1,0%)     |
| Азијати           | 21 (0,4%)     | 23 (0,5%)     |
| Хиспаноамериканци | 47 (1,0%)     | 93 (2,1%)     |
| Укупно            | 4.696         | 4.506         |